# Neyruz
Neyruz é uma comuna da Suíça, no Cantão Friburgo, com cerca de 1.805 habitantes. Estende-se por uma área de 5,54 km², de densidade populacional de 326 hab/km². Confina com as seguintes comunas: Avry, Cottens, Hauterive, La Brillaz, Matran.
A língua oficial nesta comuna é o Francês.